# Nathalie Björn
Nathalie Björn (Uppsala, 4 de maio de 1997) é uma futebolista sueca que atua como zagueira (pt: defesa).
Atualmente (2023), joga pelo Everton, clube sediado na cidade de Liverpool em Inglaterra.

Integra a Seleção Sueca de Futebol Feminino desde 2016.

## Carreira
Björn foi selecionado para a seleção da Suécia para a Copa do Mundo de 2019, ficando com a terceira colocação. Nos Jogos Olímpicos de Verão de 2020, também foi convocada para a equipe e conquistou a prata.
Integrou a Seleção Sueca de Futebol Feminino na Copa do Mundo de Futebol Feminino de 2023, tendo a Suécia ficado em 3.º lugar, e conquistado a medalha de bronze.

## Clubes
Jogou por vários clubes: 
- Sirius (2013)
- AIK (2014-2015)
- Eskilstuna United DFF (2016-2017)
- FC Rosengård (2018-2021)
- Everton (2021-)

## Títulos
Nathalie Björn conquistou vários títulos durante a sua carreira desportiva: 
- Copa do Mundo de Futebol Feminino -  2023
- Jogos Olímpicos – Futebol feminino -  2020
- Campeonato Sueco de Futebol Feminino -  2019,  2020
- Copa da Suécia de Futebol Feminino –  2017/2018
- Campeonato Europeu de Futebol Feminino Sub-19 –  2014/2015